# برناج
برناج، روستایی از توابع بخش بیستون شهرستان هرسین در استان کرمانشاه ایران است. روستای برناج دارای آثار تاریخی و تفریحی است . آثار تاریخی مانند گوردخمه برناج ، تپه عمادالدوله ، پیرچنار و آثار تفریحی مانند سراب برناج .

## جمعیت
براساس سرشماری مرکز آمار ایران در سال ۱۳۸۵، جمعیت آن ۹۱۲ نفر (۲۱۶خانوار) بوده‌است.